# Schismatoglottis clarae
Schismatoglottis clarae är en kallaväxtart som beskrevs av Alistair Hay. Schismatoglottis clarae ingår i släktet Schismatoglottis och familjen kallaväxter. Inga underarter finns listade.